# Alapműveleti Matematikaverseny
Az Alapműveleti Matematikaverseny célja a tanulók számolási és kalkulációs képességének mérése és a tanulók tudásának összevetése.
A versenyen helyes eredményt kell megadni a felsorolt egyszerű és összetett számolási műveletekre. Az eredmény megadása bármely számformával, alakkal történhet, ha a feladat szövege ezt nem szabja meg. A számításnál csak íróeszköz és papírlap használható.
A verseny résztvevői: Magyarország általános és középiskoláinak 4-8. évfolyamot végző tanulói.

## A verseny fordulói
Az iskolai forduló feladatsorának összeállítása a verseny feladatgyűjteményei alapján történik. Minden iskola maga választja ki a feladatokat a verseny feladatgyűjteményeiből. Az iskolai versenyben minden tanuló 45 perc alatt oldja meg a feladatsort, amely diagnosztikus felmérésnek felel meg. A tanáruk javítja és értékeli a megoldásokat. Ajánlatos a háziverseny feladatait valamennyi tanulóval azonos időben megoldatni.
A megyei döntőn évfolyamonként történik a verseny az iskolai fordulóhoz hasonló feladatsor mellett 60 percben.

Az országos döntőre a megyei eredmények alapján minden évfolyamból a legjobb helyezettek kapnak meghívást az országos összesítés után készült rangsor alapján.

## Az eredmények értékelése
A helyezések megállapítása az elért összes pontszámok szerint történik. Pontegyenlőség esetén a 3 pontot érő válaszokból több jó megoldást elért tanuló helyezése a jobb. Ha az előbbiek is megegyeznek vagy nincs 3 pontos feladat, akkor a 2 pontos feladatokra adott helyes válaszok magasabb száma dönt a jobb helyezésről. Ha ezekben is egyezés van, akkor az kapja a jobb helyezést, akinek a feladatsor kezdetétől indulva később van az első hibás válasza.

## A versenyfeladatok tematikája
Műveletek: összeadás, kivonás, szorzás, osztás, hatványozás, négyzetgyök, összehasonlítás, abszolút érték, kerekítés, behelyettesítés, azonosságok alkalmazása, műveletek sorrendje, műveletek tulajdonságai, mennyiségek átváltása.

Számhalmazok: természetes, egész, racionális, irracionális.

Számok alakja: egész, tört, vegyes, tizedestört, arány, százalék, hatvány, normál alak.

Mennyiségek: hosszúság, tömeg, idő, szög, kerület, terület, felszín, térfogat.

## Történet
A verseny ötlete és kidolgozása a Marcali Mikszáth Kálmán Utcai Általános Iskola Archiválva 2021. január 22-i dátummal a Wayback Machine-ben matematikatanárainak köszönhető. 1996-ban rendezték meg először a versenyt a város három iskolájában. Hamarosan tovább terjedt a járásra, a megyére és az egész országra.

## Szakirodalom
- Az Alapműveleti Matematikaverseny feladatai 1996–2000, Mikszáth Iskola, Marcali, 2000
- Az Alapműveleti Matematikaverseny feladatai 2001–2004, Mikszáth Iskola, Marcali, 2004
- Az Alapműveleti Matematikaverseny feladatai 2005–2006, Mikszáth Iskola, Marcali, 2006
- Az Alapműveleti Matematikaverseny feladatai 2007–2008, Mikszáth Iskola, Marcali, 2008
- Az Alapműveleti Matematikaverseny feladatai 2009–2010, Mikszáth Iskola és Szivárvány Közalapítvány, Marcali, 2010
- Az Alapműveleti Matematikaverseny feladatai 2011–2012, Mikszáth Iskola és Szivárvány Közalapítvány, Marcali, 2012
- Az Alapműveleti Matematikaverseny feladatai 2013–2014, Mikszáth Iskola és Szivárvány Közalapítvány, Marcali, 2014